# Bomba del Zar
La Bomba del Zar, bomba Emperador o El Emperador de las bombas (en ruso: Царь-бомба, Tsar Bomba), también llamada RDS-220 (РДС-220) y RDS-202 (РДС-202), fue una bomba de hidrógeno de 50 megatones (Mt) desarrollada por la Unión Soviética, responsable de la mayor explosión provocada por seres humanos hasta ahora. Fue detonada el 30 de octubre de 1961 como demostración, a 4 km de altitud sobre Nueva Zembla, un archipiélago ruso situado en mar de Barents, en el océano Ártico. La lanzó un bombardero Tupolev Tu-95 modificado.
Comparándola con otras, sería aproximadamente 3125 veces la bomba Little Boy, 2381 veces la bomba Fat Man, 3,3 veces la bomba Castle Bravo y 4,8 veces la bomba Ivy Mike. 
Su nombre deriva de la campana Tsar Kólokol, la más grande del mundo (más de 200 t), situada en Moscú, y del Tsar Pushka, el cañón imperial. Ambos fueron construidos más con miras a demostrar la superioridad tecnológica rusa que como objetos realmente útiles, como fue el caso de estas bombas. Durante su desarrollo su nombre en clave fue Iván (Иван).
Debido a su enorme tamaño, esta bomba no era práctica para su uso real, y fue creada principalmente con motivos de investigación científica y propagandísticos debido a la intensa rivalidad existente en la Guerra Fría. No se tiene registro de la construcción de otra bomba de potencia semejante.

## Diseño
La Bomba del Zar era una bomba de fusión de hidrógeno con tres etapas: fisión-fusión-fisión. Existe un iniciador de fisión que cuando se detona comienza una reacción de fusión, y luego hay una detonación posterior de fisión del tampón de uranio que aumenta el rendimiento de la bomba, proceso capaz de liberar una potencia total de 50 megatones (la estimación inicial de los Estados Unidos fue de 57 Mt, pero desde 1991 las fuentes rusas la citan como de 50 Mt). Sin embargo, en la mayoría de las fuentes históricas se cita la explosión como de 57 Mt, equivalente a 57 millones de toneladas de TNT. El diseño inicial hacía factible una explosión de 100 megatones, pero dicha potencia fue reducida poco antes de la detonación por razones ambientales.
Los dispositivos nucleares del tipo usado en esta bomba fueron desarrollados por un equipo de físicos encabezado por Ígor Kurchátov, y formado por Andréi Sájarov, Víktor Adamski, Yuri Babáyev, Yuri Smirnov y Yuri Trútnev. La bomba del Zar no fue desarrollada como arma de guerra, fue más probablemente desarrollada durante la carrera armamentística nuclear que mantuvieron la URSS y los Estados Unidos durante la Guerra Fría, para la demostración del poder tecnológico soviético. La fecha de la detonación se hizo coincidente con el vigésimo segundo congreso del PCUS (Partido Comunista de la Unión Soviética).
Excepto el dispositivo nuclear, la bomba del Zar fue desarrollada durante las catorce semanas siguientes al inicio del proyecto por parte de Jrushchov, el 10 de julio de 1961. La bomba en sí misma pesaba 27 t, con unas dimensiones de ocho metros de largo por dos de ancho. La potencia de la bomba del Zar fue reducida mediante el cambio del empujador/tampón (ver arma nuclear) de uranio (el cual amplifica de forma notable la potencia de la explosión al detonar en una explosión de fisión), por otro de plomo. Este último fue capaz de absorber gran cantidad de neutrones rápidos procedentes de la fisión inicial, reduciendo su intensidad. Por esta razón este ensayo se consideró bastante "limpio", con el 97% de la energía generada proveniente de la fusión en vez de ser parte de la fisión. Esto provocó que no hubiera lluvia radiactiva, como ocurre con las bombas de fisión clásicas.
En contraste, la bomba más potente fabricada por los Estados Unidos, la B41, tenía una potencia nominal máxima de 25 Mt, y la detonación más potente correspondió a la bomba "Bravo" (Operación Castle Bravo), de 15 Mt. En comparación con la potencia de la Bomba del Zar, los meteoritos que formaron los cráteres de Chicxulub en México y el de la Tierra de Wilkes en la Antártida tenían una potencia casi cuatro millones de veces superior.

## La detonación

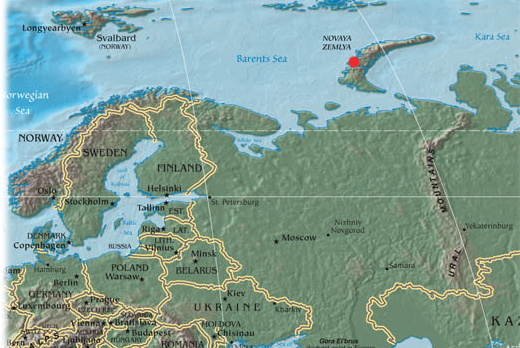
Lugar de la explosión de la Bomba del Zar, en el archipiélago Nueva Zembla.

La bomba del Zar fue detonada la mañana del lunes 30 de octubre de 1961, sobre la zona de pruebas militares del archipiélago de Nueva Zembla (Ubicado en el Óblast de Arcángel), en el océano Glacial Ártico. La lanzó un bombardero ruso Tupolev Tu-95 modificado y repintado antes de la detonación con una pintura especial, blanca y altamente reflectante, para que la onda de choque térmica posterior no le afectase demasiado. Pilotado por el comandante Andréi Durnóvtsev, soltó la bomba a las 11:30 desde una altitud de 10 500 m. Explotaría tres minutos después, a las 11:33, al alcanzar una altitud de 4000 m. La altitud real sobre el nivel del mar fue de 4200 m.
La posterior bola de fuego alcanzó el suelo y rápidamente ascendió hasta la altitud de vuelo del bombardero, el cual, volando a una velocidad tierra de aproximadamente 480 nudos (864 km/h) viajó hacia la zona segura (unos 45 km de la zona cero) y al momento de la detonación se encontraba a unos relativamente seguros 79 km de la explosión. Esta explosión demostró que no sólo sería capaz de destruir una gran ciudad objetivo, sino que era posible que lo hubiese logrado también con cuatro megaciudades como las que rodean Nueva York o Tokio.

## La explosión
Cuando la bomba se detonó inmediatamente la temperatura directamente debajo y alrededor de la detonación se elevó millones de grados. La presión bajo la explosión fue de 211.000 MT. (megatoneladas) por metro cuadrado, más de diez mil veces la que hay en el neumático de un automóvil. La energía luminosa desprendida fue tan poderosa que la explosión pudo ser vista incluso a una distancia de 1000 km, aún con los cielos nublados. La onda de choque fue lo bastante potente como para romper vidrios gruesos incluso a más de 900 km de la explosión, y fue registrada en tres ocasiones distintas alrededor de la Tierra. La nube de hongo producida por la explosión se elevó a una altitud de 64 km antes de nivelarse. La energía térmica fue tan grande que podría haber causado quemaduras de tercer grado a una persona que se encontrara a 100 km de la explosión. 
Debido a que la bomba del Zar es el dispositivo más energético, también es el de mayor potencia, ya que 50 Mt corresponden a 2,1·1017 julios, y la duración total de la explosión (de las reacciones de fisión y fusión consecutivas, no la expansión posterior de la bola de fuego y otros efectos) fue de 3,9·10-8 segundos (39 nanosegundos), la potencia total fue de 5,3·1024 vatios, o 5,3 yottavatios. Esta potencia corresponde aproximadamente al 1,38% de la potencia total radiada por el Sol, 383 yottavatios.
En ese intervalo de tiempo se superó, con creces, la potencia liberada mediante los bombardeos en la Segunda Guerra Mundial, incluyendo las bombas atómicas de Hiroshima y Nagasaki. La potencia de la bomba Zar fue 3.800 veces más poderosa que la de Little Boy, la bomba detonada en Hiroshima. Además, la energía total liberada por esta bomba, 2,1·1017 J, viene a ser aproximadamente una cuarta parte de la liberada durante la erupción del volcán Krakatoa, 8,4·1017 J y poco más de la mitad del total de energía consumida por Noruega en todo el año 1998, 4·1017 J. También es el doble de la energía solar que recibe la superficie de la Tierra en un segundo, 1,74·1017 J. Las ondas sísmicas producidas fueron medidas alrededor de todo el planeta.
La versión "sucia" (detonada por uranio) de 100 megatones que estaba inicialmente planeada, habría provocado que una amplísima zona geográfica hubiese quedado bajo los efectos de dosis letales de radiación. Se ha estimado que la cantidad de contaminación radiactiva de la versión de 100 Mt habría supuesto el 25% de la radiactividad total dispersada en el ambiente desde la invención de las armas nucleares. Un arma de esta magnitud hubiera tenido importantes efectos secundarios para el que la utilizara, ya que la enorme cantidad de lluvia radiactiva producida por la versión de 100 Mt hubiera supuesto, en el caso de ser utilizada contra los países de Europa occidental, la contaminación también de la mayoría de países pertenecientes al Pacto de Varsovia. Aparte, está su enorme ineficiencia, ya que una gran parte de la energía liberada escapa al espacio en forma de radiación.
Las modernas cabezas nucleares tácticas siguen otro principio, el emplear pequeñas cabezas nucleares dispersas lanzadas por un mismo ICBM (Misil Balístico Intercontinental) con el objetivo de crear una serie de "pequeñas" explosiones a nivel de suelo, dispersas, con la intención de dañar el mayor área posible. La bomba del Zar no era una bomba realmente útil para la guerra, ante la necesidad de emplear un bombardero modificado, con la consiguiente imposibilidad de lanzar la bomba a largas distancias. Los analistas militares soviéticos y estadounidenses admitieron que un arma de estas características solo hubiera sido útil frente a grandes ciudades, como Moscú, Nueva York o Los Ángeles.

## Análisis

Diámetro comparativo de las bolas de fuego de cinco bombas nucleares: la bomba Zar (la más grande del mundo), de 4600 m de diámetro, la bomba Castle Bravo (la más grande de EE. UU.), de 2840 m de diám., la ojiva nuclear de un misil Minuteman I (960 m), el misil Peacekeeper (640 m) y la bomba «Fat Man» sobre Nagasaki (200 m).

El tamaño y peso de la Zar limitó el alcance y la velocidad máxima que podía alcanzar el bombardero modificado encargado de transportarla, e impedía su inclusión en un ICBM. Gran parte de su potencia —en términos destructivos— era radiada de manera ineficiente hacia el espacio. Por esto, la Zar se consideró una muy potente pero ineficaz arma de guerra.
En cuanto a la posibilidad de una detonación de 100 Mt usando un pusher/tamper de uranio en lugar de plomo (como se utilizó finalmente), los soviéticos decidieron que un ensayo de tal magnitud hubiera creado un enorme peligro de lluvia radiactiva, y la certeza de que el bombardero no hubiera podido escapar a la detonación.
La bomba del Zar fue el resultado de una serie de bombas termonucleares de gran potencia diseñadas por la URSS y los Estados Unidos durante la década de 1950. Estas bombas fueron diseñadas porque:
- Las bombas nucleares de la época eran grandes y pesadas, independientemente de su potencia, y sólo podían ser lanzadas mediante bombarderos estratégicos. Por eso, su potencia crecía conforme a drásticas economías de escala.
- Se temía que muchas de estas bombas no llegaran a su objetivo, debido a su tamaño y baja velocidad de caída, lo cual hubiera facilitado mucho su detección e intercepción, de ahí que fuera vital conseguir el máximo de potencia destructiva;
- Antes de la época de los satélites militares, se tenía poca información acerca de la localización exacta de los objetivos militares e instalaciones del bando contrario;
- Una bomba sin los modernos sistemas de navegación por satélite podía errar fácilmente su objetivo en un rango de unos 5 km. La necesidad de usar un paracaídas empeoraba la situación, de ahí que a más potencia más posibilidades había de destruir los objetivos aunque la bomba no cayera en el sitio exacto. Por esto, estas bombas fueron diseñadas con el objetivo de destruir una ciudad entera aunque el lugar de la detonación estuviera desplazado de 5 a 10 km del lugar pretendido.

Esto significaba que, hasta cierto punto, potencia y efectividad estuvieran correlacionadas. Sin embargo, el advenimiento de los misiles balísticos intercontinentales de 500 m de precisión, y muy especialmente la aparición de sistemas de navegación por satélite, hicieron que esta filosofía de diseño cayera en desuso. Los desarrollos posteriores, en los años sesenta y setenta, hicieron hincapié en armas más precisas, más seguras y más pequeñas. Actualmente los diseños más utilizados se centran en usar múltiples cabezas nucleares de poca potencia para "barrer" un área entera. Se cree que este tipo de diseño es más efectivo que el de las grandes bombas.